# 통각 (인식)
통각(統覺, 영어: apperception)은 심리학, 철학, 인식론에서의 개념으로, 자신의 상태나 스스로의 경험 등 자신의 내면적인 것을 조회하고 이해하는 것을 가리킨다. 이는 라틴어의 ap-(ad-) "를 향하여"와 percipere "지각, 이해"의 합성에서 유래한 단어이다.
통각이라는 말은 데카르트의 정념론에서 언급된 apercevoir라는 말에서 처음 언급된 바 있으며, 이후 라이프니츠가 처음 통각의 개념을 상세히 연구하여 서술함으로써 철학의 개념 중 하나로 만들었다. 특히 임마누엘 칸트는 '경험적 통각'과 '선험적 통각'을 구분하였다.

## 같이 보기
- 임마누엘 칸트
- 인식론
- 투영 검사법
- 로르샤흐 잉크 반점 검사
- 주제통각검사
- 상 (마음작용)